# 278591 Salò
(278591) Salò, denumire internațională (278591) Salo, este un asteroid din centura principală de asteroizi.

## Descriere
278591 Salò este un asteroid din centura principală de asteroizi. A fost descoperit pe 15 iulie 2008 la Magasa de M. Tonincelli și A. Stucchi. Asteroidul prezintă o orbită caracterizată de o semiaxă mare de 2,36 ua, o excentricitate de 0,12 și o înclinație de 7,9° în raport cu ecliptica.